# Terenzio Polverini
Terenzio Polverini (Terni, 10 aprile 1935 – 10 marzo 2015) è stato un calciatore e allenatore di calcio italiano, di ruolo attaccante.

## Carriera

### Giocatore
Ha giocato per diversi anni in Italia nelle serie minori, ricoprendo il ruolo di ala sinistra.
Ha iniziato a giocare nelle giovanili della Ternana, con cui poi ha anche esordito in prima squadra.
Disputò anche una stagione all'Arezzo ed un'altra al Bologna, nell'anno dell'ultimo scudetto di tale club.

### Allenatore
Arriva a Malta nel 1973 per allenare gli Sliema Wanderers, club della massima serie locale; chiude la stagione con l'eliminazione nel primo turno di Coppa UEFA e con la vittoria della Coppa di Malta. A fine anno ha sostituito Victor Scerri come allenatore della Nazionale maltese, con la quale nel febbraio del 1975 ha battuto per 2-0 la Grecia a La Valletta, ottenendo così il primo successo nella storia della Nazionale maltese, che ha continuato ad allenare fino al 10 marzo 1976, con un bilancio totale di una vittoria, 2 pareggi e 6 sconfitte. Successivamente si è accasato al Valletta, con cui ha terminato la stagione 1975-1976 ed è rimasto per tutta la stagione 1976-1977, nella quale ha anche vinto per la seconda volta in carriera la Coppa di Malta. Nella stagione 1977-1978 è stato il vice di Rino Marchesi alla Ternana, società di Serie B; nella stagione 1978-1979 ha invece seduto sulla panchina della Casertana, in Serie C2. Dopo aver allenato anche il Floriana nella massima serie maltese e dal 1983 al 1985 l'Al-Muharraq (con cui ha vinto un campionato ed una coppa del Bahrein) è passato all'Hibernians, agli Ħamrun Spartans (nella stagione 1988-1989, in cui prese parte alla Coppa dei Campioni e vinse una Coppa di Malta, e nella stagione 1989-1990, nella quale ha anche partecipato alla Coppa delle Coppe) e, nella stagione 1999-2000, ai Naxxar Lions. Ha infine allenato lo Zurrieq ed il Birzebbuga St Peter's, sempre a Malta.

## Palmarès

### Allenatore

#### Competizioni nazionali
- Coppa di Malta: 3

Sliema Wanderers: 1973-1974
Valletta: 1976-1977
Hamrun Spartans: 1988-1989
- Campionato del Bahrein: 1

Al-Muharraq: 1983-1984
- Coppa del Bahrein: 1

Al-Muharraq: 1983-1984